# Christian Radich
Christian Radich es un barco de vela noruego de aparejo completo, nombrado en honor de un patrón de barco noruego. El barco fue construido en Framnæs shipyard en Sandefjord, Noruega, y se entregó el 17 de junio de 1937. Era propiedad de The Christian Radich Sail Training Foundation, establecida a través de una subvención de un agente con dicho nombre.

## Descripción
El barco es una nave de aparejo completo con casco de acero, con una eslora de 62.5 metros, con una longitud total (eslora total) de 73 metros (incluyendo la quilla) y una manga de 9.7 metros. El calado es de aproximadamente 4.7 metros y un desplazamiento a plena carga de 1050 toneladas. A pleno motor, el Christian Radich alcanza una velocidad superior a los 10 nudos, mientras  que a vela alcanza los 14 nudos. La tripulación en conjunto es de 18 personas. Pueda albergar a 88 pasajeros.
Pertenece a la sociedad Det Norske Veritas, DNV.

## Historia

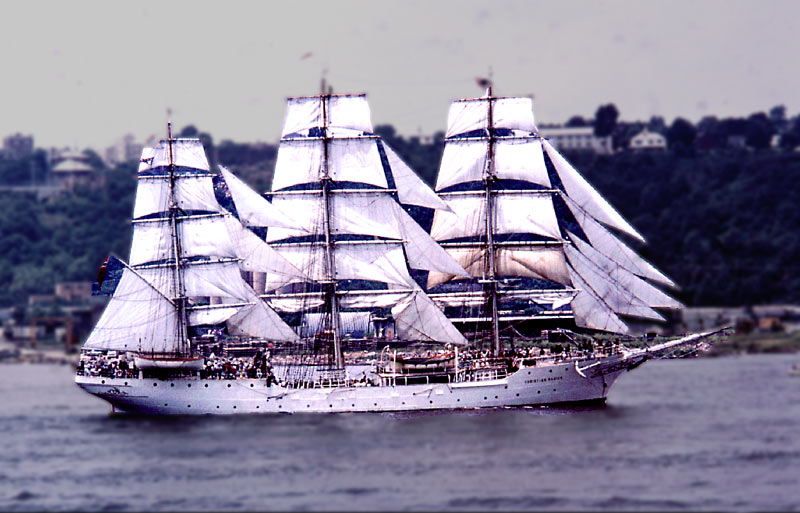
El Christian Radich en la Sail Operation el 4 de julio de 1976

El Christian Radich es muy conocido gracias a la difusión internacional que tuvo en 1958 con la película Windjammer. El Christian Radich navegó a los Estados Unidos en 1976 como parte de la Celebración del Bicentenario de su independencia, participando en el desfile naval Operation Sail en el puerto de Nueva York, el 4 de julio de dicho año. El buque también apareció en la serie de televisión de la BBC The Onedin Line, como uno de los barcos de James Onedin.
Fue construido como buque escuela para la marina mercante noruega, y destinado durante muchos años a dicho cometido. Desde 1999 el buque se ofrece para travesías chárter así como para navegación veraniega recreativa en puertos internacionales, participando en la regata Cutty Sark Tall Ships y otras competiciones similares de navegación de aparejo completo en puertos europeos. Tras la corrección del tiempo de la regata, ganó tanto en la Clase A como en la clasificación general de su categoría en 2007. Además, fue el único navío de clase A que cruzó la línea de meta.
El Christian Radich ganó la primera Carrera de Barcos Altos (2010) en la Clase A, de Amberes a Skagen en Dinamarca, una distancia de 787 kilómetros (489 mi) justo por debajo de los 2 días con una sorprendente velocidad media de 10.2 nudos, y con un tiempo corregido de 1 día, 4 horas 29 minutos y 44 segundos. Ganó la carrera general de 2010, haciendo esta su 5ª victoria en carreras de barcos de aparejo completo.

### Fotos y vídeos
- 360° QTVR fullscreen panoramas del Christian Radich

- Datos: Q1081508
- Multimedia: IMO 5071729 / Q1081508